# Georgia Cottage
Georgia Cottage ist ein historisches Wohngebäude in Mobile im US-Bundesstaat Alabama. Es wurde am 14. September 1972 in das National Register of Historic Places aufgenommen wegen seiner Verbindung zu Augusta Jane Evans, einer der bekanntesten Romanautorinnen des 19. Jahrhunderts, die aber in jüngerer Zeit weitgehend vergessen wurde.

## Geschichte
Das Wohnhaus wurde 1840 im Stil des Greek Revival von Oberst John Murrell aus Georgia für ihre Tochter Mrs. William A. Hardaway, gebaut. 1855 wurde es an Alfred Batre verkauft, den Sohn von Adolphe Batre, für seine neue Braut Hortense Addison, die Tochter von Lloyd Dulany Addison aus Oxon Hill Manor Addison’s. 1857 kaufte Augusta Jane Evans das Haus für ihren Vater Matthew R. Evans. Matthew Evans’ Familie war 1849 nach San Antonio, Texas umgezogen, während die Familie Batre sich an der 100 S Fanklin Street und später an der 400 Church Street niedergelassen hatte.
In Georgia Cottage schrieb Augusta Evans ihre zwei bekannten Romane „Macaria“ und „St. Elmo“. 1868 heiratete sie Lorenzo Madison Wilson im Salon des Georgia Cottage. Nach der Hochzeit ließ sie sich in der Villa ihres Ehemannes, Ashland, welche ihre Name dem Stadtteil Ashland in Mobile gegeben hat. Georgia Cottage gehörte der Familie Evans, bis es 1879 an Andrew Damrell verkauft wurde. Es wurde 1926 von J. N. Brownlee und 1935 von Edward Simmons Sledge gekauft.
Sledges Sohn, Eugene Bondurant Sledge, wuchs am Georgia Cottage auf und diente während des Ersten Weltkrieges im United States Marine Corps, bevor er Hochschullehrer und Schriftsteller wurde. Seine Denkschrift „Vom alten Schlag: Der Zweite Weltkrieg am anderen Ende der Welt. Erinnerungen“ war eine der Quellen des Dokumentarfilms The War von Ken Burns sowie der Miniserie The Pacific (HBO).

## Architektur
Das Wohnhaus war ursprünglich ein Landhaus aber befindet sich heute wohl innerhalb der Stadtgrenzen von Mobile. Sklaven wurden bei der Erbauung eingesetzt.
Die einstöckige Holzrahmenkonstruktion mit Backsteinfundament hat typische stilistische Elemente der Cottages der Golfküste sowie Formen des Greek Revival. Der Hauptblock ist auf beiden Seiten mit je einem Seitenflügel und Walmdach verziert.
Das Haus befindet sich am Ende einer langen Allee mit Lebens-Eichen, die vor 1840 gepflanzt wurden. Die Allee wurde in das Alabama's Famous and Historic Trees Program eingelistet.